# El Viejo (Chinandega)
El Viejo est une municipalité nicaraguayenne du département de Chinandega au Nicaragua.